# ジョセフ・ギルガン
ジョセフ・ウィリアム・ギルガン（Joseph William Gilgun', 1984年3月9日 - ）は、イングランドの俳優。

## 主な出演作品

### 映画
- THIS IS ENGLAND This is England (2006)
- 狼たちの処刑台 Harry Brown (2009)
- ロックアウト Lockout (2012)
- パレードへようこそ Pride_(2014_film) (2014)
- ラスト・ウィッチ・ハンター The Last Witch Hunter (2015)
- 潜入者 The Infiltrator (2016)

### テレビドラマ
- コロネーション・ストリート Coronation Street (1994–1997)
- Misfits/ミスフィッツ-俺たちエスパー! Misfits (2009)
- プリーチャー PREACHER (2016)

### ミュージック・ビデオ
- Dead American Writers／タイアード・ポニー